# Peter E. Palmquist
Peter E. Palmquist (* 23. September 1936 in Oakland; † 13. Januar 2003 ebendort) war ein amerikanischer Sammler, Fotohistoriker und Fotograf, der zu den maßgeblichen Fotohistorikern im 20. Jahrhundert gezählt wird.
Aufbauend auf einer umfangreichen, zwischen 1971 und 2002 zusammengestellten Sammlung eignete Palmquist sich im Eigenstudium ein tiefgreifendes Wissen über die frühe Geschichte der Fotografie im Amerikanischen Westen an. Ein Jahr vor seinem Tod veröffentlichte er gemeinsam mit Thomas R. Kailbourn unter dem Titel Pioneer Photographers of the Far West: A Biographical Dictionary, 1840–1865 den ersten Band eines ursprünglich auf fünf Bände angelegten Nachschlagewerks zur Geschichte der Fotografie in den Vereinigten Staaten, der heute als sein Hauptwerk gilt. Ein zum Zeitpunkt seines Todes in Arbeit befindlicher zweiter Band dieser Reihe erschien posthum im Jahr 2005 unter dem Titel Pioneer Photographers from the Mississippi to the Continental Divide: A Biographical Dictionary, 1839–1865.
Neben der Arbeit an diesen Nachschlagewerken lag Palmquists Forschungsschwerpunkt auf Biografien von Fotografinnen, was sich unter anderem im Aufbau eines biografischen Archivs unter dem Titel Women in Photography Archive niederschlug. Darüber hinaus veröffentlichte Palmquist zahlreiche kleinere Beiträge zur Geschichte der Fotografie in Kalifornien, insbesondere in Humboldt County, wo er bis zu seinem Ruhestand im Jahr 1989 über einen Zeitraum von 28 Jahren als Universitätsfotograf für die Humboldt State University in Arcata arbeitete.

## Leben und Werk

### Frühe Jahre

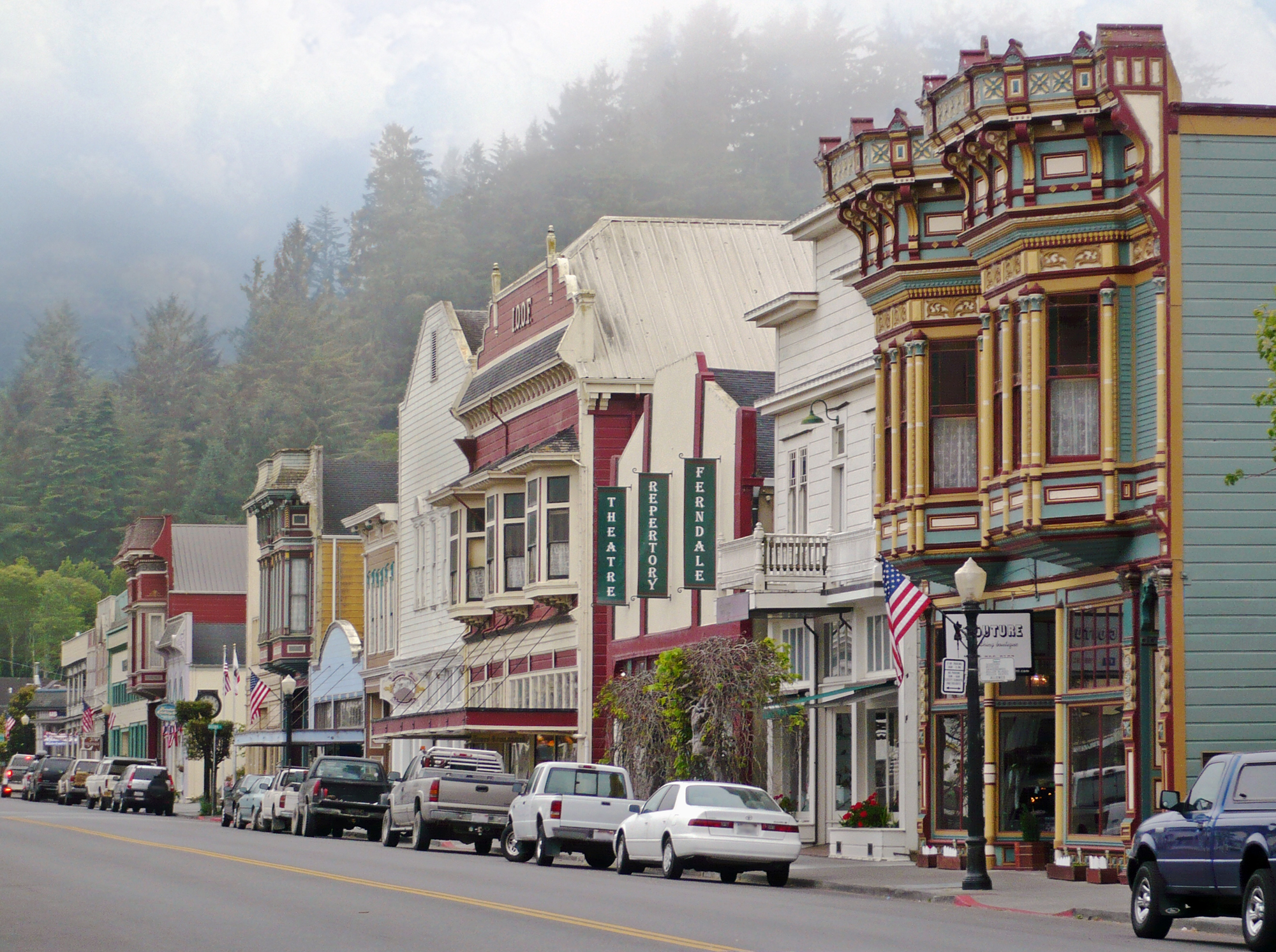
Viktorianische Häuserfassaden in der Main Street von Ferndale

Peter E. Palmquist wurde 1936 als einer von drei Brüdern in einer Arbeiterfamilie in Oakland geboren. 1944 zogen seine Eltern nach Ferndale, eine in Humboldt County gelegene nordkalifornische Kleinstadt unweit der Pazifikküste. Nach seinem Besuch der Ferndale Union High School trat er in die United States Army ein und war als Armeefotograf im Supreme Headquarters Allied Powers Europe in Paris stationiert, wo er zahlreiche Staatsoberhäupter fotografierte. Im Jahr 1957 heiratete er die aus London stammende Sally Forward, mit der er 1960 nach Ende seiner Dienstzeit nach Kalifornien zurückkehrte. Fünf Jahre später schloss er sein Studium an der Humboldt State University mit einem Bachelor of Arts ab.

### Sammler und Fotohistoriker

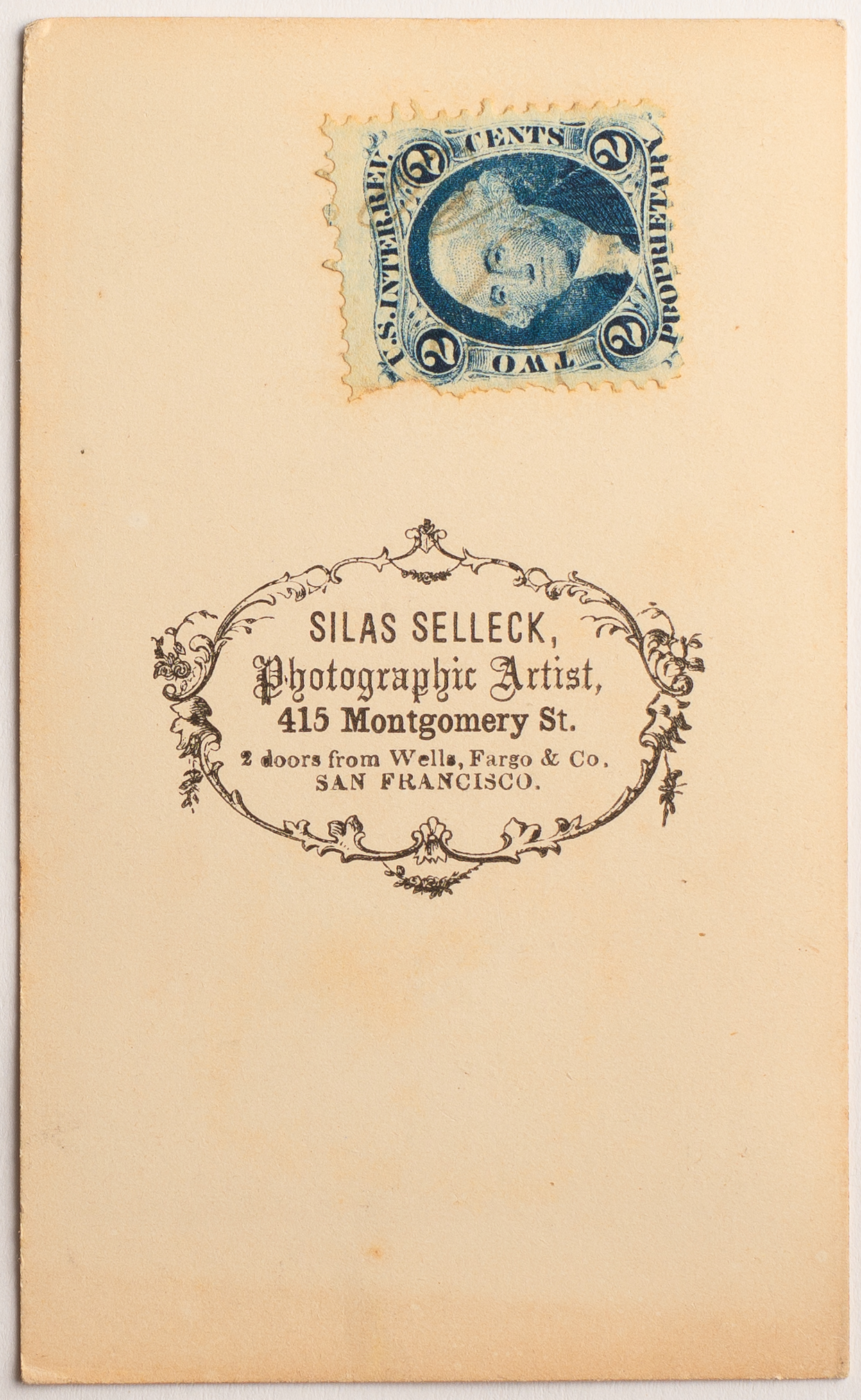
Rückseite einer Fotokarte im Visitformat (hier: Silas Selleck). Anhand der Adresse und der Steuermarke können Fotohistoriker die Karte datieren. Weitere Details aus zeitgenössischen Zeitungsannoncen oder Informationen aus dem United States Census fügen sich zu einem biografischen Bild des jeweiligen Fotografen zusammen.

Palmquists Beschäftigung mit der Geschichte der Fotografie im Amerikanischen Westen begann 1971, als die Besitzerin eines Antiquitätenladens in McKinleyville ihn fragte, was er denn sammle. Als Palmquist mit „Nichts“ antwortete, fragte ihn die Besitzerin des Ladens nach seinem Beruf. Nachdem Palmquist ihr erklärte, dass er als Fotograf arbeitete, drückte ihm die Ladenbesitzerin eine Handvoll Fotografien im Visit- und Kabinettformat in die Hand und sagte: „Damit können Sie anfangen.“
Diese Fotografien standen am Beginn einer leidenschaftlichen Sammeltätigkeit, an deren Ende Palmquist mehr als 250.000 Objekte zusammengetragen haben sollte. Palmquists Sammlungsschwerpunkt lag auf Fotografen des Amerikanischen Westens, Kaliforniens und Humboldt Counties, sowie der internationalen Geschichte von Frauen in der Fotografie. Während er als Universitätsfotograf arbeitete und sich als Hochzeitsfotograf ein Zubrot verdiente, hielt er zahlreiche Vorträge und kuratierte Ausstellungen zur Geschichte der Fotografie. Für die von dem amerikanischen Dokumentarfilmer Ken Burns geschaffene Filmreihe The West aus dem Jahr 1996 war er als Berater tätig. Darüber hinaus beriet er angesehene Museen und Bibliotheken wie etwa das Getty Museum, die Huntington Library, das Amon Carter Museum, sowie die Bancroft Library. Im Zuge seiner 30-jährigen Sammlungs- und Forschungstätigkeit veröffentlichte er rund 60 Bücher und 340 Aufsätze.
Sein 1983 erschienenes Werk zu Carleton Watkins unter dem Titel Carleton E. Watkins: Photographer of the American West ließ – zusammen mit einer in Fort Worth, St. Louis und Boston gezeigten Ausstellung zu Watkins – das öffentliche Interesse an dem Fotopionier wieder aufleben und korrigierte die bis dahin vorherrschende Sicht auf Watkins als ausschließlichem Landschaftsfotografen. Im Jahr 2001 erhielt Palmquist gemeinsam mit Thomas R. Kailbourn den Caroline Bancroft History Prize der Denver Public Library für das Werk Pioneer Photographers of the Far West: A Biographical Dictionary, 1840–1865.

### Verkauf der Sammlung an die Yale University
Die insgesamt 250.000 Objekte seiner Sammlung, darunter alleine 85.000 Werke von Fotografen aus Humboldt County, verkaufte Palmquist im Jahr 2001 an die Beinecke Rare Book and Manuscript Library der Yale University, eines der weltweit größten Archive seltener Bücher und Manuskripte. Er hatte die Sammlung bis zu diesem Zeitpunkt in seinem Haus in Arcata aufbewahrt und wollte sie durch den Verkauf sowohl bewahren als auch für Forscher besser zugänglich machen. Seine Entscheidung, die Sammlung nicht an der Westküste zu belassen und stattdessen an eine Eliteuniversität an der Ostküste der Vereinigten Staaten zu verkaufen, wurde unter anderem von Vertretern der Humboldt County Historical Society kritisch aufgenommen. In einem Interview mit dem North Coast Journal, einer wöchentlich erscheinenden Zeitschrift in Humboldt County, wies Palmquist jedoch auf den Umstand hin, dass eine Aufbewahrung in Humboldt County schlichtweg nicht mit den Fähigkeiten der Beinecke Rare Book and Manuscript Library in Bezug auf die Lagerung und Zugänglichmachung der Objekte vergleichbar sei. Dem Einwand, er hätte seine Sammlung an die Bancroft Library der University of California, Berkeley übergeben können, entgegnete Palmquist mit den Worten „Wie lange würde es dauern, bis die sich mit meiner Sammlung befassen? Zu meinen Lebzeiten würde das nicht passieren.“

### Unfalltod und Rezeption
Nachdem er drei Tage zuvor in Emeryville beim Ausführen seines Hundes von einem Auto erfasst worden war, erlag Peter E. Palmquist am 13. Januar 2003 wenige Monate vor seiner zweiten Hochzeit im Highland Hospital in Oakland seinen Verletzungen. Weston Naef, Kurator für Fotografie am Getty Center in Los Angeles, der mit Palmquist am Tag von dessen Unfall verabredet gewesen war, bezeichnete ihn als „geschätztesten Kollegen“. Martha A. Sandweiss, Historikerin mit Schwerpunkt auf der Geschichte des Amerikanischen Westens, hob Palmquists langfristige Wirkung auf die Fotogeschichte hervor, „Er hat neue Wege zur Erforschung der Geschichte der Fotografie aufgezeigt, und mit seinen Sammlungen und Forschungsaufzeichnungen, die bald in Yale zugänglich sein werden, wird er für immer neue Generationen von Studenten und Forschern ansprechen und inspirieren.“ George Miles, Kurator für Western Americana an der Bancroft Library in Berkeley, würdigte Palmquist mit den Worten „Peter hat mit seltener Leidenschaft die Geschichte der Fotografie im Amerikanischen Westen des neunzehnten Jahrhunderts erforscht. Das Ergebnis ist eine außerordentlich reichhaltige Sammlung, die uns vermittelt, wie die Fotografie in jeden Aspekt des amerikanischen Lebens Einzug gehalten hat.“

## Schriften (Auswahl)
- Carleton E. Watkins: Photographer of the American West, Albuquerque, NM 1983.
- Shadowcatchers: A Directory of Women in California Photography before 1901, Arcata, CA 1990.
- (Mit Gia Musso) Women Photographers: A Selection of Images from the Women in Photography International Archive 1850–1997. Kneeland, CA 1997.
- (Mit Thomas R. Kailbourn) Pioneer Photographers of the Far West: A Biographical Dictionary, 1840–1865, Stanford, CA 2000.
- (Mit Thomas R. Kailbourn) Pioneer Photographers from the Mississippi to the Continental Divide: A Biographical Dictionary, 1839–1865, Stanford, CA 2005.